# Yoann Gibelin
Yoann Gibelin, né le 26 novembre 1999 à Créteil, est un handballeur professionnel français évoluant à l'USAM Nîmes Gard.

## Biographie
Originaire de Créteil, Yoann Gibelin mesure 1,98 m et pèse 99 kg. Il intègre le centre de formation de l'US Créteil avant de passer professionnel au sein du club francilien en 2017. Après deux saisons, il reste toujours joueur du club francilien.
À l'été 2022, il rejoint le Paris Saint-Germain. En août 2023, il subit une fracture à un tibia.
En novembre 2023, l'USAM Nîmes Gard annonce son recrutement pour trois saisons à partir de 2024.

## Palmarès
Compétitions nationales
- Vice-champion du Championnat de France de D2 en 2019.
- Vainqueur du Championnat de France (2) : 2023, 2024
- Vainqueur du Trophée des Champions (1) : 2023